# Milka Planinc

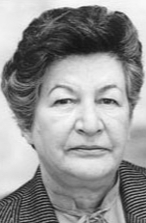
Milka Planinc omstreeks 1969

Milka Planinc (Servisch: Милка Планинц) (Drniš, 21 november 1924 – 7 oktober 2010) was van 1982 tot 1986 de minister-president van Joegoslavië. 

## Carrière
Milka Planinc sloot zich bij de bezetting van Joegoslavië in de oorlog aan bij de partizanenbeweging. Na het einde van de oorlog maakte ze onderdeel uit van het Centrale Comité van de Joegoslavische Communistische Partij. Haar politieke carrière kreeg een vervolg toen ze van 1963 tot 1965 minister van Cultuur was in de deelrepubliek Kroatië. op 13 december 1971 werd zij partijleider in haar deelrepubliek nadat Savka Dabčević-Kučar werd afgezet, die de nationalistische volksbewegingen had ondersteund. 
Op 15 mei 1982 werd Planinc de eerste vrouwelijke minister-president van de Federale Republiek Joegoslavië. Na de vierjarige ambtsperiode van een minister-president, was haar opvolger in 1986 Branko Mikulić. 
- Gemeinsame Normdatei: 143850768
- International Standard Name Identifier: 0000 0001 1574 3681
- Library of Congress Control Number: n82154921
- Nationale Bibliotheek van Tsjechië: js2016927787
- Virtual International Authority File: 265950043
- WorldCat: E39PBJhCFHWWGvHP7tKT7gdPcP